# Thalictrum secundum
Thalictrum secundum är en ranunkelväxtart som beskrevs av Michael Pakenham Edgeworth. Thalictrum secundum ingår i släktet rutor, och familjen ranunkelväxter. Inga underarter finns listade i Catalogue of Life.